# Josef Kadraba
Josef Kadraba (Řevničov, 29 september 1933  - Oostenrijk, 5 augustus 2019) was een Tsjecho-Slowaaks voetballer.

## Clubcarrière
Kadraba begon zijn carrière bij FC Slovan Liberec in 1953. Na een tussenstop bij Tankista Praag belandde hij in 1955 bij Sparta Praag. In 1958 trok hij voor zeven seizoenen naar SK Kladno waar hij mee promoveerde naar de hoogste afdeling. Tijdens deze periode was hij ook international. Hij speelde op het Wereldkampioenschap voetbal 1962. In 1965 keerde hij terug naar Sparta Praag voor twee seizoenen. Toen die ploeg op de terugreis van Israël een tussenstop maakte in Oostenrijk in 1972, dook hij onder en bleef daar. Hij voetbalde nog tot zijn 46ste bij SK Slovan Wien. In zijn geboorteland werd hij veroordeeld tot 3 jaar gevangenisstraf. Zat dat nooit uit, hij bleef wonen in Oostenrijk waar hij in 2019 overleed.